# 4-Methylethcathinon
4-Methylethcathinon oder 4-MEC ist eine psychoaktive Substanz und gehört innerhalb der Gruppe der Amphetamine zu den Cathinon-Derivaten. Bei der Einnahme durch den Menschen wirkt es stark stimulierend, aber weniger entaktogen.

## Psychopharmakologie und Dosierung
4-MEC ist eine synthetische Substanz, die chemische Ähnlichkeit mit Methcathinon aufweist. Die Wirkung umfasst eine Euphorisierung, die mit Appetitlosigkeit und erhöhter Wachheit, Kontaktfreudigkeit und starkem Redebedürfnis einhergeht. 4-Methylethcathinon wird als Aufputschmittel von Berufskraftfahrern und im Sport verwendet.
Nach dem Verbot von Mephedron im April 2010 im Vereinigten Königreich wurde in einer Untersuchung von 24 online beziehbaren Legal Highs neben weiteren Cathinon-Derivaten auch 4-MEC gefunden.